# Obšírák
Obšírák (Ceratopteris) je rod vodních kapradin z čeledi křídelnicovité. Alternativní český název (nesprávný, neboť rovněž označuje jinou rostlinu) je rohatec. Obšíráky jsou vodní kapradiny s jednoduchými nebo zpeřenými bylinnými listy, rozšířené v počtu 3 až 4 druhů v tropech a subtropech celého světa. Některé druhy, zejména obšírák žluťuchovitý a obšírák rohatý, jsou pěstovány jako akvarijní rostliny.

## Název
Často se lze setkat se starším českým názvem rohatec. Tento název však rovněž označuje jinou rostlinu, rod Glaucium z čeledi makovité a v současné literatuře se proto od něj upouští. Zmatek panuje také v českých i odborných názvech pěstovaných rostlin. V historické akvaristické literatuře byly pěstované druhy mylně určeny a tento stav se tradicí dále udržuje. Jako Ceratopteris thalictroides bývá nabízen C. cornuta, pod názvem C. cornuta naopak druh C. pteridoides. Navíc i správně určený druh C. cornuta je nadále prezentován pod zaužívaným názvem rohatec žluťuchovitý.

## Popis
Zástupci rodu obšírák jsou krátkověké, vodní, vzplývající nebo kořenující kapradiny. Oddenek je krátký, přímý, na vrcholu krytý několika tenkými, hnědavě průsvitnými plevinami. Cévní svazky jsou typu diktyostélé. Kořeny jsou tlusté. Listy jsou dvoutvárné, jednoduché nebo zpeřené, řapíkaté, tence bylinné. Žilnatina je síťnatá, tvořená spojujícími se žilkami. Na okraji listů se často vytvářejí gemy z nichž se nepohlavním procesem vyvíjejí adventivní rostliny. Fertilní listy jsou delší než sterilní, se svinutými postranními segmenty. Výtrusní kupky jsou úzce čárkovité, přirostlé podél středního žebra listového segmentu a kryté svinutým okrajem. Ostěry chybějí. Sporangia jsou téměř přisedlá, tenkostěnná. Obsahují 16 nebo 32 žlutých spor. Spory jsou velké, čtyřhranné, triletní, na povrchu jemně, paralelně skulpturované. Prokel je zelený, nepravidelně srdčitý.

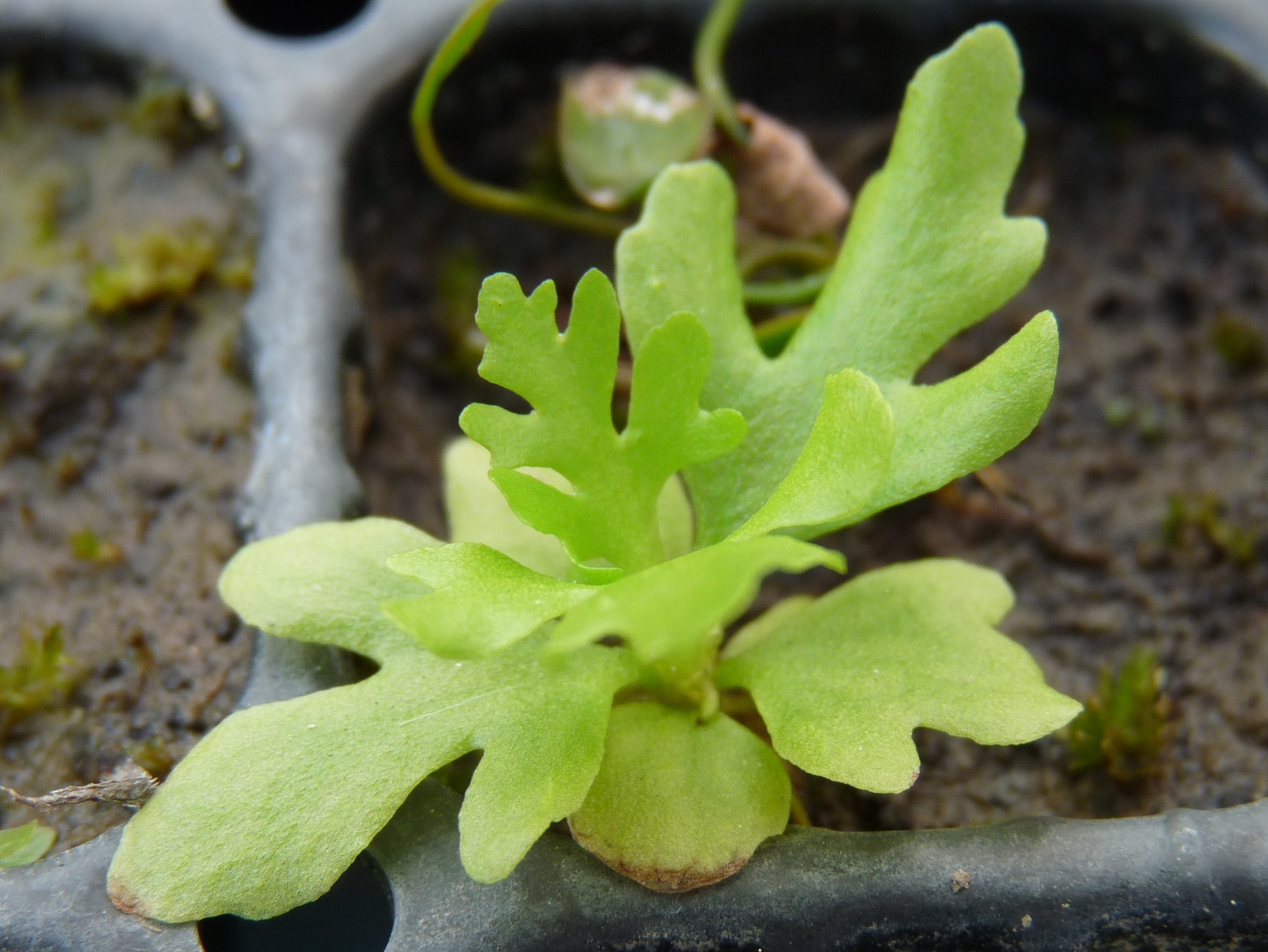
Vynořená forma obšíráku žluťuchovitého
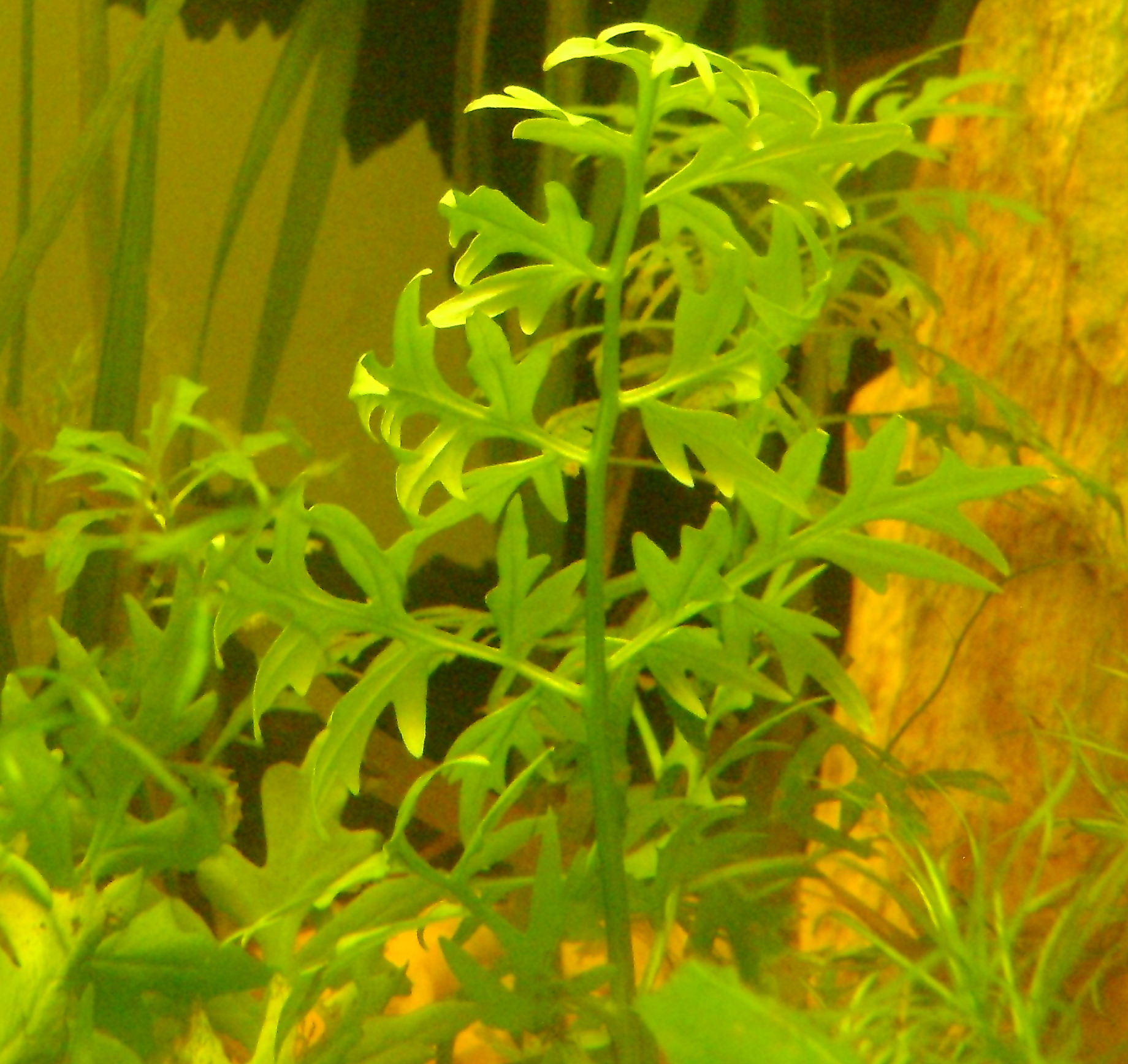
Sterilní, ponořené listy obšíráku rohatého
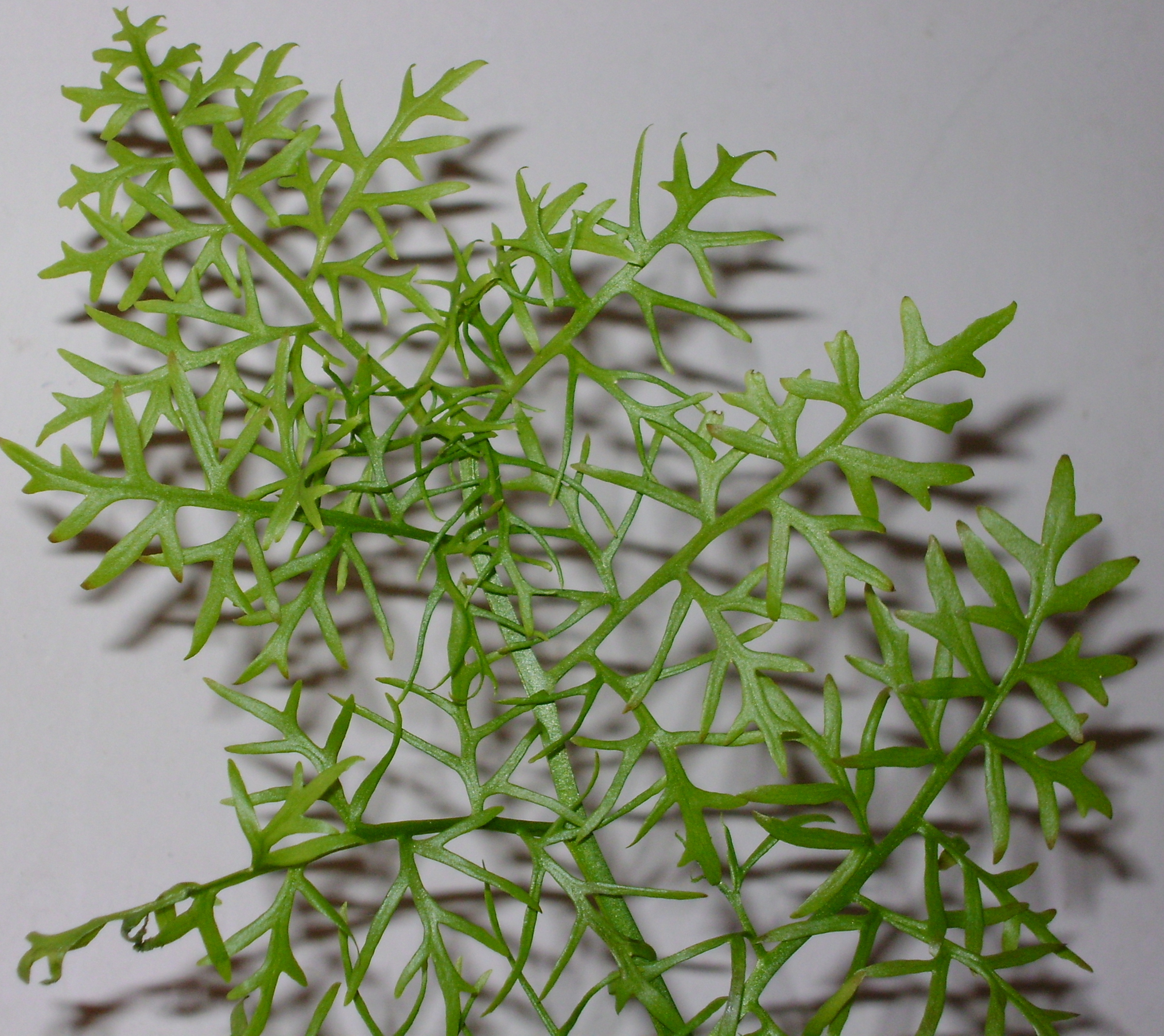
Fertilní, vynořené listy obšíráku rohatého

## Rozšíření
Rod obšírák zahrnuje 3 až 4 druhy (v závislosti na pojetí). Je rozšířen v tropech a subtropech celého světa a přesahuje i do teplých oblastí mírného pásu. V Evropě není žádný druh původní. Obšírák žluťuchovitý roste zplaněle v teplých pramenech v jižním Rakousku.

## Taxonomie
Rod Ceratopteris je v současné taxonomii řazen v rámci čeledi Pteridaceae do podčeledi Ceratopteridoideae. Nejblíže příbuzným rodem je bahenní rod prašnatec (Acrostichum). V minulosti byl rod Ceratopteris řazen do samostatné čeledi Parkeriaceae či Ceratopteridaceae, případně společně s rodem Acrostichum do čeledi Acrostichaceae.

## Zástupci
- obšírák rohatý (Ceratopteris cornuta)
- obšírák žluťuchovitý (Ceratopteris thalictroides)[1]

## Význam
Některé druhy jsou pěstovány jako akvarijní rostliny, zejména obšírák žluťuchovitý (Ceratopteris thalictroides), obšírák rohatý (Ceratopteris cornuta) a obšírák C. pteridoides.